# اس‌اس وایکینگ
اس‌اس وایکینگ (به انگلیسی: SS Viking) یک کشتی بود. این کشتی در سال ۱۸۸۲ ساخته شد.